# Hortus Eystettensis (erbario)
Lo Hortus Eystettensis è un erbario realizzato da Basilius Besler nel 1613. Prende il nome dall'omonimo orto botanico di Eichstätt, in Baviera, e consiste di centinaia di tavole in cui, incise su rame ed acquarellate a mano, sono descritte alcune delle specie vegetali ospitate in questo.

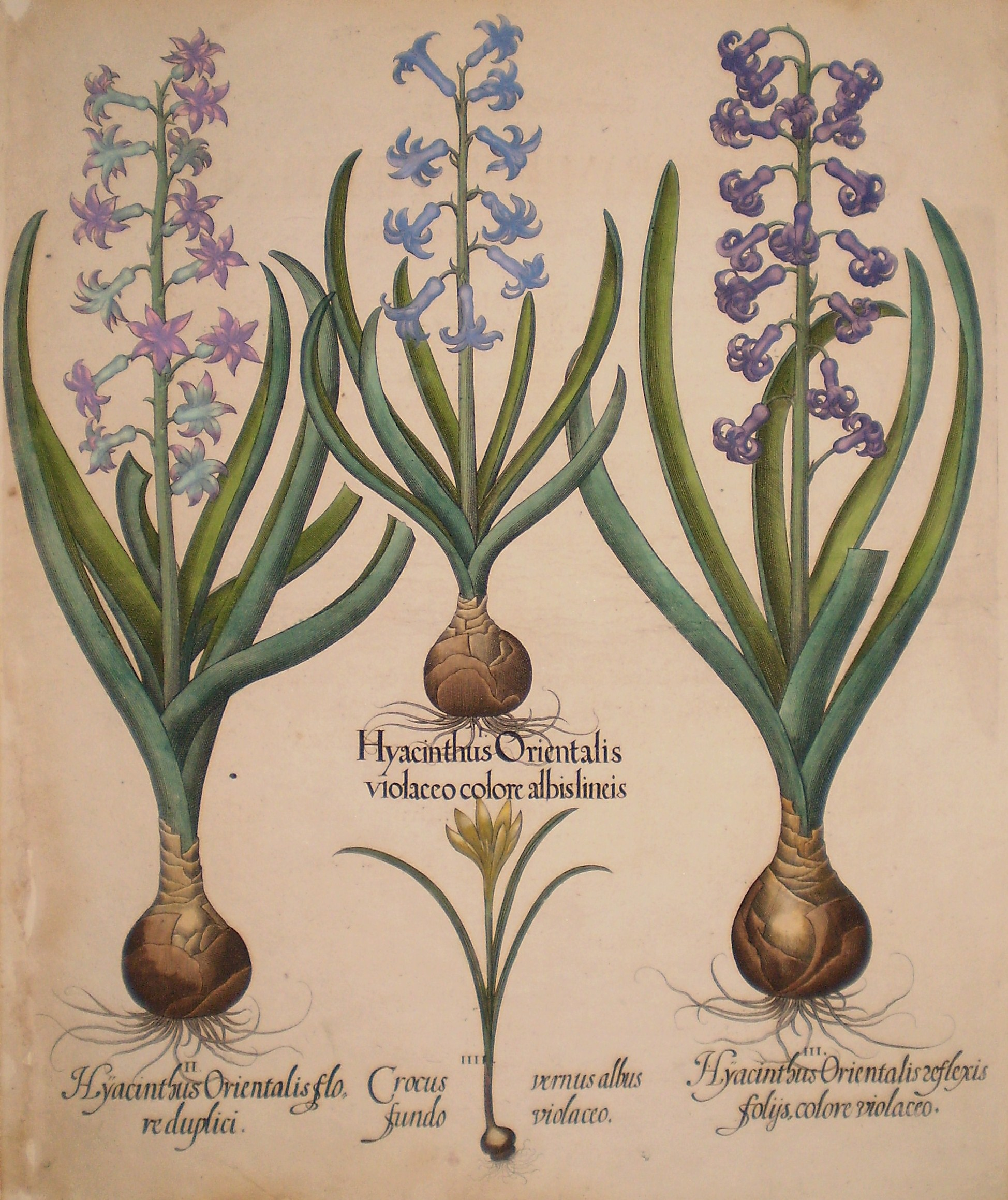
Varianti del giacinto

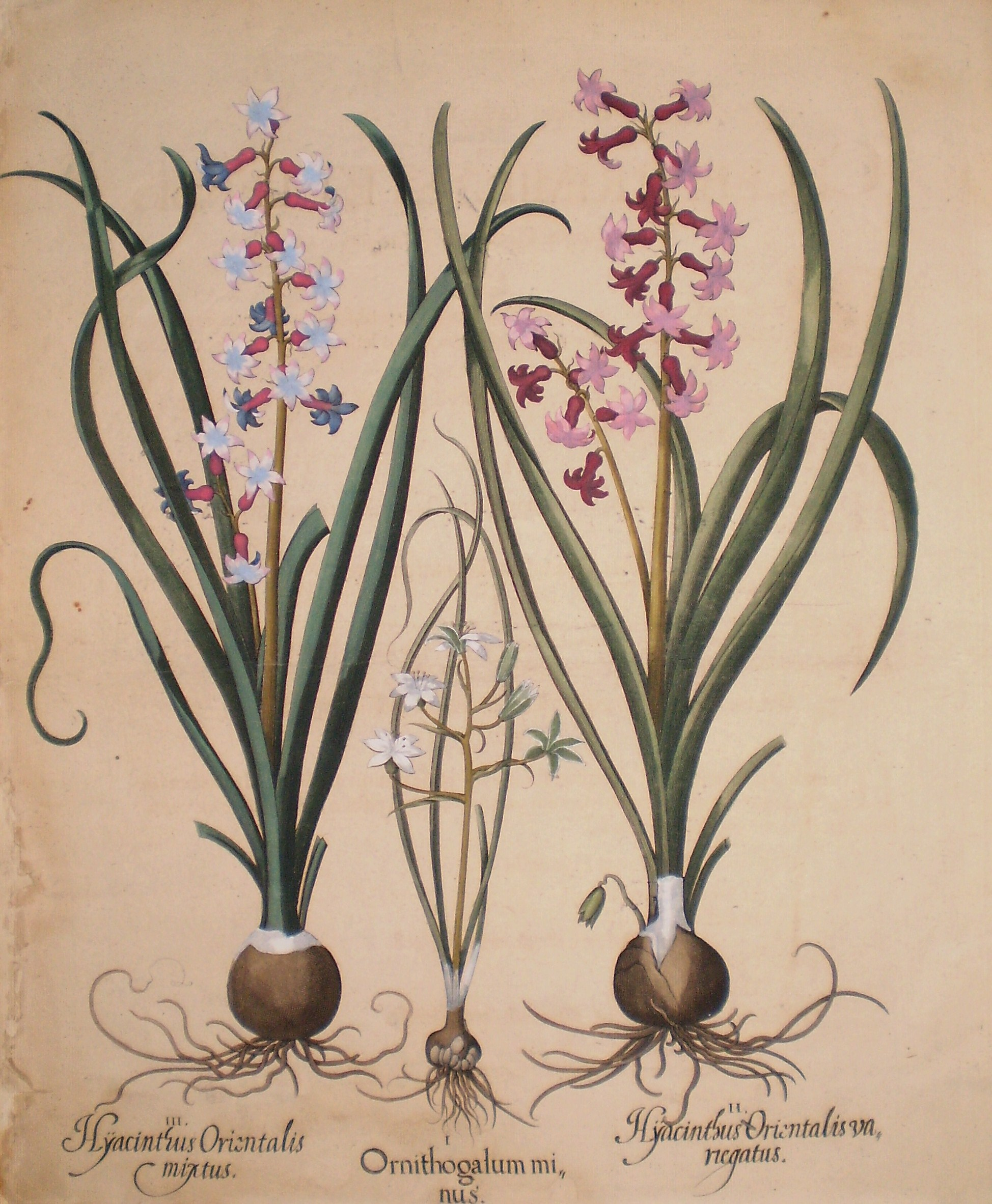
Fra le piante esotiche, i giacinti orientali

## Il progetto dell'erbario
Johann Konrad von Gemmingen, principe vescovo, proprietario del giardino in cui era stato impiantato l'orto, aveva affidato a Besler la supervisione del suo orto botanico; in seguito commissionò al medesimo un inventario delle piante che vi crescevano (ma secondo il Deutsches Museum l'idea fu proprio del farmacista)

Il compito Besler lo completò in sedici anni, ma il vescovo morì poco prima che il lavoro fosse pubblicato. Lo aveva composto con l'aiuto di suo fratello Hieronimus e di un gruppo di esperti disegnatori e incisori tedeschi, tra cui Sebastian Schedel, pittore, e Wolfgang Kilian, abile incisore di Augusta. Kilian ed il suo staff incisero le prime lastre di rame, ma dopo la morte del vescovo, le operazioni si trasferirono a Norimberga e se ne occupò un nuovo gruppo di incisori, tra i quali Johannes Leypold, Georg Gärtner, Levin e Friedrich van Hulsen, Peter Isselburg, Heinrich Ulrich, Dominicus Custos e Servatius Raeven. Un nipote di Camerarius, Ludwig Jungermann (1572-1653), anch'egli botanico, scrisse la parte principale del testo descrittivo.

## Divulgazione in botanica
Nei secoli precedenti la principale attenzione della botanica era rivolta verso erbe medicinali e spezie, e queste erano generalmente raffigurate in maniera rudimentale. Le immagini erano spesso inadeguate per l'identificazione, e non avevano molto senso estetico. Lo Hortus Eystettensis modificò radicalmente l'arte botanica al suo solo apparire. Le raffigurazioni riproducevano giardini di fiori, erbe e verdure, piante esotiche come il ricino e le calle.
I soggetti erano raffigurati quasi a grandezza naturale, con ricchezza di dettagli. Il modello grafico era artisticamente piacevole e di abbastanza moderna concezione, mentre la colorazione a mano arricchiva notevolmente l'effetto finale.

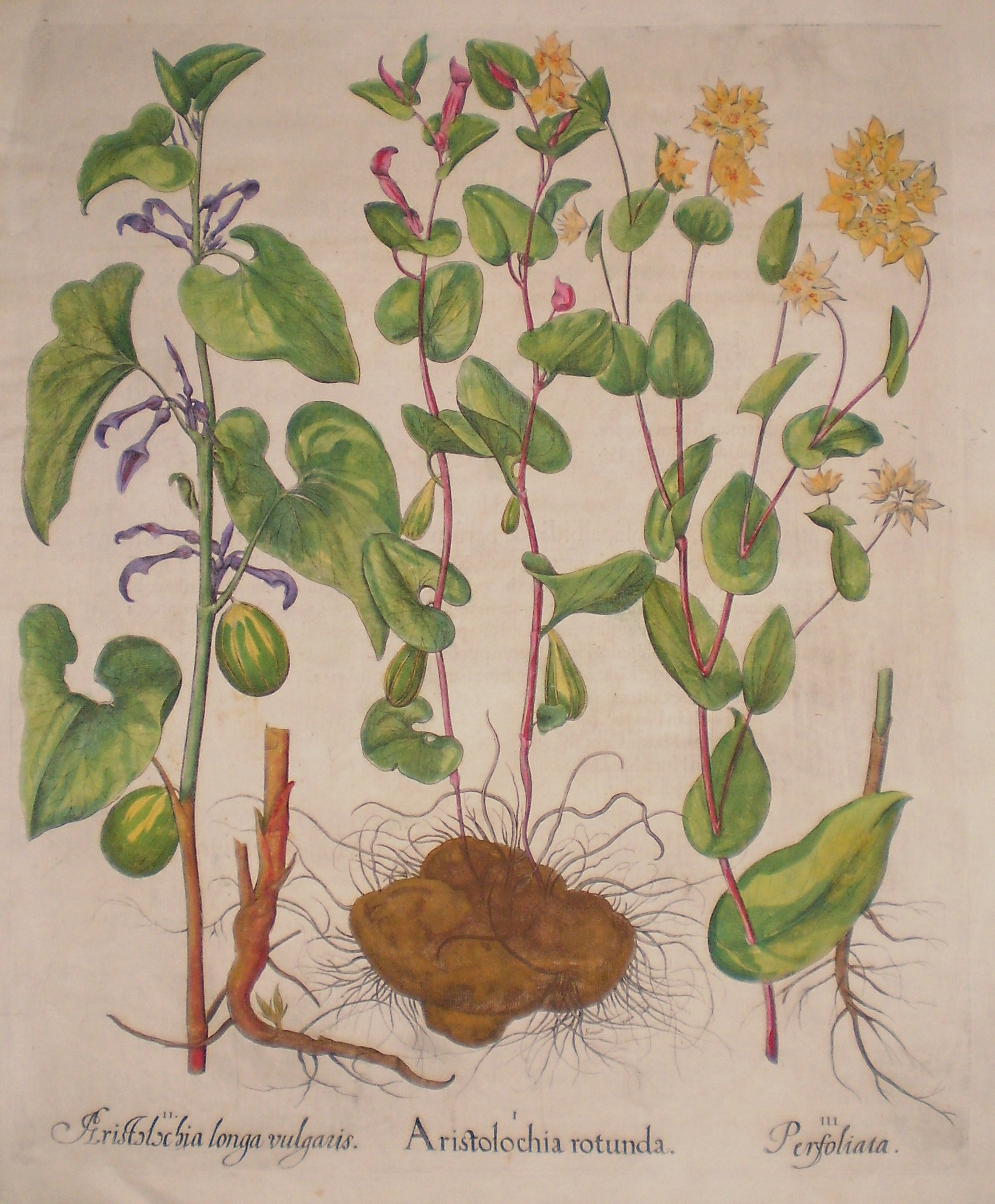
Il genere Aristolochia, piante rampicanti

Le descrizioni delle piante erano in latino e mostrarono una notevole anticipazione del sistema binomiale, in quanto le didascalie spesso consistevano delle prime due o tre parole della descrizione. Besler è ritratto sul frontespizio con in mano un ciuffo di erbe, forse basilico (eventualmente un richiamo al suo nome proprio).
L'erbario genericamente riguarda le quattro stagioni, mostrando prima la fioritura e le fasi di fruttificazione. L'inverno fu scarsamente rappresentato, con solo 7 tavole, mentre alla primavera erano dedicate 134 tavole riguardanti 454 piante. Per l'estate c'erano 505 piante in 184 tavole, mentre per l'autunno le tavole erano 42 e 98 erano le specie.

## Edizioni
Il lavoro fu pubblicato per la prima volta nel 1613 e consisteva di 367 incisioni in rame, con una media di tre piante per pagina, raffigurando in totale 1084 specie. La prima edizione a stampa fu tirata in 300 copie, che furono vendute in quattro anni. Il libro era stampato su fogli di grandi dimensioni, misurava infatti 57 x 45 x 13 cm e pesava 14 kg. Se ne realizzarono due versioni, una economica in bianco e nero per uso come manuale, l'altra, di lusso: senza testo, stampata su carta di qualità e riccamente colorata a mano. La versione di lusso era venduta per un prezzo allora esorbitante, 500 fiorini, mentre quella economica, incolore, costava 35 fiorini a copia. Con il ricavato delle vendite, Besler poté finalmente acquistare una casa confortevole in una zona alla moda di Norimberga, al prezzo di 2 500 fiorini (il prezzo di cinque copie a colori).
La moderna versione in francese dell'erbario è intitolata [Le] Herbier des Quatre Saisons, titolo ripetuto nella versione del 1998 dell'italiano L'Erbario delle quattro stagioni.
Il lavoro è stato ripubblicato altre due volte a Norimberga, nel 1640 e nel 1713, utilizzando le stesse tavole, le cui matrici sono state distrutte dalla Zecca Reale di Monaco di Baviera nel 1817.